# Coppa dei Balcani 1947 (nazionali)
La Coppa dei Balcani 1947 (1947 Balkan Cup), edizione conosciuta anche col nome di Coppa dei Balcani e dell'Europa Centrale (1947 Balkan and Central European Championship), fu la nona edizione della Coppa dei Balcani, competizione calcistica per nazioni. La competizione si svolse in forma itinerante dal 25 maggio al 12 ottobre 1947 e vide la partecipazione di cinque squadre: Albania, Bulgaria, Jugoslavia, Romania e Ungheria.

## Formula
- Qualificazioni

Nessuna fase di qualificazione. Le squadre sono qualificate direttamente alla fase finale.
- Fase finale

Girone unico - 5 squadre, giocano partite di sola andata. La vincente si laurea campione dei Balcani.

## Squadre partecipanti
| Pr. | Squadra    | Data di qualificazione certa | Partecipante in quanto | Partecipazioni precedenti al torneo                          | Ultima presenza |
| --- | ---------- | ---------------------------- | ---------------------- | ------------------------------------------------------------ | --------------- |
| 1   | Albania    | -                            | Qualificata di diritto | 1 (1946)                                                     | Albania 1946    |
| 2   | Bulgaria   | -                            | Qualificata di diritto | 8 (1929-1931, 1931, 1932, 1933, 1934-1935, 1935, 1936, 1946) | Albania 1946    |
| 3   | Jugoslavia | -                            | Qualificata di diritto | 7 (1929-1931, 1931, 1932, 1933, 1934-1935, 1935, 1946)       | Albania 1946    |
| 4   | Romania    | -                            | Qualificata di diritto | 7 (1929-1931, 1932, 1933, 1934-1935, 1935, 1936, 1946)       | Albania 1946    |
| 5   | Ungheria   | -                            | Qualificata di diritto | -                                                            | Esordiente      |

Nella sezione "partecipazioni precedenti al torneo", le date in grassetto indicano che la nazione ha vinto quella edizione del torneo, mentre le date in corsivo indicano la nazione ospitante.

## Fase finale

### Girone unico

#### Classifica
| Pos | Squadra    | P.ti | G | V | N | P | GF | GS | DR  |
| --- | ---------- | ---- | - | - | - | - | -- | -- | --- |
| 1   | Ungheria   | 8    | 4 | 4 | 0 | 0 | 18 | 2  | +16 |
| 2   | Jugoslavia | 6    | 4 | 3 | 0 | 1 | 11 | 7  | +4  |
| 3   | Romania    | 4    | 4 | 2 | 0 | 2 | 8  | 8  | 0   |
| 4   | Bulgaria   | 2    | 4 | 1 | 0 | 3 | 5  | 14 | -9  |
| 5   | Albania    | 0    | 4 | 0 | 0 | 4 | 2  | 13 | -11 |

#### Risultati
| Arbitro: | Árpád |

|  |           |                                 |
|  | Marcatori | 29’, 69’, 79’ Farkaș 48’ Kovács |

| Arbitro: | Podubsky |

|                 |           |  |
| Stankov 1’, 20’ | Marcatori |  |

| Arbitro: | Imre |

|            |           |                             |
| Farkaș 43’ | Marcatori | 38’, 52’ Bobek 40’ Jezerkić |

| Arbitro: | Iliescu |

|                                |           |                                 |
| Cimermančić 36’ Mihajlović 62’ | Marcatori | 34’ Gyula 57’ Puskás 83’ István |

| Arbitro: | Matančić |

|                          |           |                                       |
| Stankov 47’ Yordanov 82’ | Marcatori | 38’ Băcuț 59’ Petschovschi 61’ Marian |

| Arbitro: | Iliescu |

|                                                                            |           |  |
| Deák 15’, 34’, 52’, 79’ Zsolnai 34’ Nagymarosi 48’ Hidegkuti 47’, 50’, 86’ | Marcatori |  |

| Arbitro: | Stoyanov |

|                                |           |  |
| Zsolnai 7’ Egresi 25’ Deák 53’ | Marcatori |  |

| Arbitro: | Vrhovac |

|                         |           |                                               |
| Boriçi 12’ Parapani 64’ | Marcatori | 21’ Bobek 27’ Krnić 30’ Mitić 42’ Cimermančić |

| Arbitro: | Podubsky |

|  |           |                            |
|  | Marcatori | 22’ Egresi 38’, 83’ Puskás |

| Arbitro: | Béla |

|                     |           |             |
| Mihajlović 18’, 43’ | Marcatori | 12’ Stankov |

## Statistiche

### Classifica marcatori
5 reti
- Ferenc Deák

4 reti
- Trendafil Stankov
- Iuliu Farkaș

3 reti
- Stjepan Bobek
- Prvoslav Mihajlović
- Nándor Hidegkuti
- Ferenc Puskás

2 reti
- Zvonimir Cimermančić
- Béla Egresi
- János Zsolnai

1 rete
- Loro Boriçi
- Aristidh Parapani
- Vuchko Yordanov
- Jovan Jezerkić
- Jozo Krnić
- Rajko Mitić
- Gheorghe Băcuț
- Iosif Kovács
- Bazil Marian
- Iosif Petschovschi
- Szilágyi Gyula
- Mike István
- Mihály Nagymarosi